# 장샤오쯔
장샤오쯔(章孝慈(장효자) 또는 蔣孝慈, 1941년 3월 2일~1996년 2월 24일)는 중화민국(타이완)의 대학 교수이며 법률가 겸 정치인이다.
그는 중화민국 총통 등을 지냈었던 장징궈(蔣經國)의 슬하 5남 1녀(6남매) 가운데, 두번째 서자(庶子)이자 모든 여섯 자녀들 중 넷째이기도 하였고, 중화민국(타이완)의 변호사 출신의 대학 교수(법학 교육인)였으며 법률가 겸 정치인이었다.

## 생애

### 일생

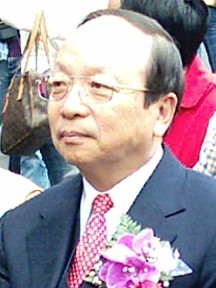
쌍둥이 형 장샤오옌(蔣孝嚴, 1941.03.02.~) 전직 중화민국 외교부 부장

장징궈(蔣經國)의 서자(庶子)이기도 하다. 아직 본토 대륙 시대의 중화민국의 광시 성의 구이린에서 출생하여 지난날 한때 중화민국 저장 성 펑화에서 잠시 유아기를 보낸 적이 있는 그는 중화민국 광둥 성 광저우에서 성장하였다. 아버지 장징궈와 그의 전직 비서였던 전직 간호원 출신의 장야뤄(章亞若)의 쌍둥이 두 아들 형제 중 막내로 출생하였으며 출생한지도 아직 얼마 안되어 모친을 여의었으며 고아로 자랐고 사실상 그는 동복 형 장샤오옌(蔣孝嚴)과 함께 생모 故 장야뤄(章亞若)의 6촌 오빠인 장제(章傑, 1909~1958)의 양자(養子)로 입후되었으며 그 후 초등학교 4학년 시절(만8세)이던 1949년 8월 15일 당시의 국부천대 사태 시절 장제스 일가, 쑨커 일가, 천청 일가, 쿵샹시 일가, 쑹쯔원 일가, 장제 일가, 형 장샤오옌(당시 만8세 및 초등학교 4학년) 등과 함께 타이완 성으로 건너간 후 둥우 대학교 법학과 1학년 시절이던 1958년 8월 23일 당시에 양부(장제 장군)의 전사를 목도하였고, 1962년 둥우 대학교 중어중문학과(학사)를 나온 후 같은 해에 변호사 자격까지 취득하였으며, 1971년 둥우 대학교 대학원 영어영문학과에서 문학 석사 취득 후 한창 변호사로 활약하던 중이던 1973년 당시에 미국으로 유학을 하여 1974년 서던 메소디스트 대학교 대학원에서 정치학 석사 학위를 취득하였고, 1975년 툴레인 대학교 대학원에서 법학 석사·1978년 박사 학위를 취득한 후 5년간의 미국 유학을 마치고 귀국하여, 변호사 겸 법률학 교수 등으로 활약하였다.
다른 한편으로 1969년 당시(만28세 시절), 큰외숙부 장하오뤄(章浩若(장호약), 1916~1969)의 상(喪)을 목도한 그는 1971년 자오선더(趙申德, 조신덕) 여사와 결혼하여 슬하 1남 1녀(맏아들과 막내딸)를 두었고, 애초부터 그는 장샤오옌(쌍둥이 형)과 모두 함께 아울러 이미 일찌감치 장징궈의 쌍둥이 아들로 인정됐으나 러시아 출신이자 장징궈의 본처(아버지 장징궈의 계배 본부인)였던 장팡량(蔣方良)의 강력한 반대로 인하여 부친의 성이 아닌 모친의 성을 계속 쓸수밖에 없었고 그 후 모교인 둥우 대학교 총장 등을 지냈으며 그 후로는 잠시 중화민국(타이완)의 타이베이(臺北)를 떠나 영국령 홍콩을 통하여 1994년 11월 14일 당시에 중화인민공화국(중공 대륙 본토)의 수도 베이징을 방문하던 중 뇌출혈이 발병하여 중화민국(타이완)의 수도 타이베이로 귀환하였고 요양 중 1996년 2월 24일을 기하여 병사(사망)하였다.

### 사망 직후
1996년 2월 26일, 병사한 故 장샤오쯔(章孝慈, Winston Chang) 전직 교수 그의 상중(喪中)의 2일차 빈소(殯所)에서 고인의 큰외숙모 지천(紀琛(기심), 1919~2006) 여사께서 시생질(媤甥姪)인 故 장샤오쯔(章孝慈, Winston Chang) 전직 중화민국 둥우 대학교 총장 그의 병사를 비통해하며 오열하다가 상중(喪中)에서 잠시 혼절 실신하는 등 외숙모 지천(紀琛) 여사 그녀 자신의 친가 경조사(親家 慶弔事)처럼 슬퍼하였다.